# Авігдор Ескін
Авіґдор Ескін (* 26 квітня 1960, Москва, СРСР) — ізраїльський праворадикальний політик, журналіст, публіцист. Пише російською та гебрейською мовами, друкується у Росії та Ізраїлі. Відомий своєю  протиправною та екстремістською діяльністю в Ізраїлі, за що відбував тюремне ув'язнення.

## Біографічні дані

### Раннє життя
Народився, як Віктор Валерійович Ескін у Москві, належить до покоління шестидесятників, переслідувався у СРСР за свої погляди. 
Його батько походив з асимільованої єврейської родини. Його мати була українкою, яка не вважалася єврейкою за єврейськими законами, але, можливо, мала єврейське коріння.  Коли йому було 11 років, він почав цікавитися своєю єврейською ідентичністю після того, як його бабуся розповіла йому про Голокост, а далі його надихнув релігійний друг-католик. Він почав нелегально слухати західні радіостанції, такі як «Голос Америки», «Коль Ісраель» і Російська служба Бі-Бі-Сі, а також відвідувати синагогу. Незабаром після цього він прийняв юдаїзм. Він став ортодоксальним євреєм і переконаним сіоністом.
У 1979 році емігрував до Ізраїлю у віці 18 років, служив в армії, навчався в єшиві.  В Ізраїлі Ескін проходив військову службу в Армії оборони Ізраїлю в рамках програми «Хесдер», яка поєднує регулярну військову службу з релігійним навчанням .

### Політична діяльність
В Ізраїлі приєднався до сіонистських праворадикальних рухів. Був послідовником Меїра Кагане, належав до ультранаціоналістичної, екстремістської партії «Ках», забороненої в Ізраїлі.
Авіґдор Ескін виступав проти політики урегулювання арабо-ізраїльського конфлікту започаткованої Іцхаком Рабіном. За порушення антитерористичних законів відбував тюремне ув'язнення в Ізраїлі протягом 2,5 років.
За екстремістську діяльність висилався із США та Грузії, перебував під слідством за різні протиправні дії в Ізраїлі, незаконне прослуховування інших політиків.. 

## Відношення до України
З 2014 року Ескін активно поширював російську пропаганду проти революції Євромайдану і намагався згуртувати Кнесет проти її підтримки. З початком війни на Донбасі він продовжував робити неправдиві заяви про антисемітизм в Україні .
Ескін має тісні зв'язки з провідними ізраїльськими консерваторами, такими як Міхаель Клейнер (Лікуд) та Ітамар Бен-Гвір (Оцма єгудіт) .
Ескін має тісні зв'язки з російським політологом Олександром Дугіним, оскільки раніше входив до центрального комітету партії Дугіна «Євразія» .
У травні 2018 року накладено заборону на в'їзд до України та заблоковано активи з правом розпоряджатися належним йому майном.
18 червня 2021 року доданий в ще один підсанкційний список України.